# Ninety Six
Ninety Six és una població dels Estats Units a l'estat de Carolina del Sud. Segons el cens del 2000 tenia 1.936 habitants.

## Demografia
Segons el cens del 2000, Ninety Six tenia 1.936 habitants, 820 habitatges i 560 famílies. La densitat de població era de 512 habitants/km².
Dels 820 habitatges en un 30,1% hi vivien nens de menys de 18 anys, en un 47,1% hi vivien parelles casades, en un 17,6% dones solteres, i en un 31,6% no eren unitats familiars. En el 29,3% dels habitatges hi vivien persones soles el 16% de les quals corresponia a persones de 65 anys o més que vivien soles. El nombre mitjà de persones vivint en cada habitatge era de 2,36 i el nombre mitjà de persones que vivien en cada família era de 2,9.
Per edats la població es repartia de la següent manera: un 24,9% tenia menys de 18 anys, un 7,4% entre 18 i 24, un 27,7% entre 25 i 44, un 22,9% de 45 a 60 i un 17,1% 65 anys o més.
L'edat mediana era de 38 anys. Per cada 100 dones de 18 o més anys hi havia 78 homes.
La renda mediana per habitatge era de 33.423 $ i la renda mediana per família de 39.550 $. Els homes tenien una renda mediana de 30.978 $ mentre que les dones 25.034 $. La renda per capita de la població era de 15.648 $. Entorn del 7% de les famílies i el 8,3% de la població estaven per davall del llindar de pobresa.

## Poblacions més properes
El següent diagrama mostra les poblacions més properes.